# Lista odcinków serialu anime Hunter × Hunter (2011)

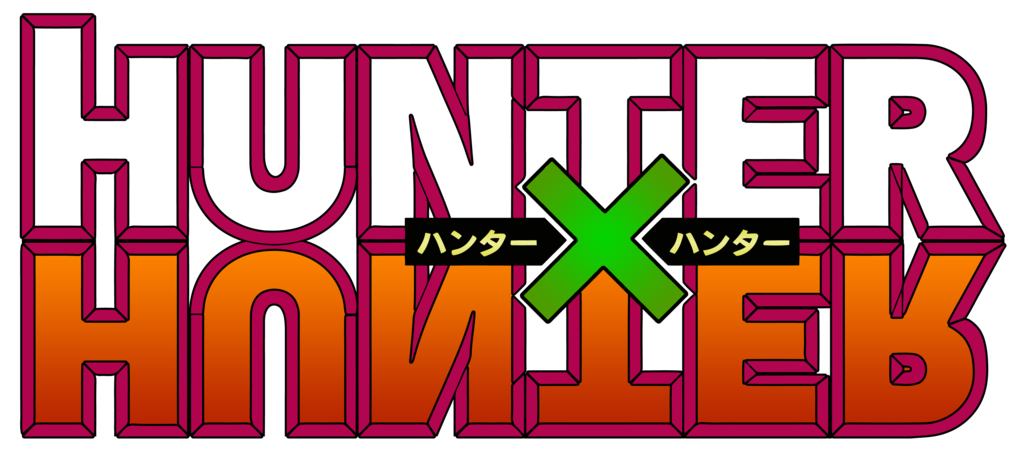
Logo serii

Artykuł zawiera listę wszystkich wyemitowanych odcinków telewizyjnego serialu anime Hunter × Hunter, wyprodukowanego na podstawie mangi autorstwa Yoshihiro Togashiego. Seria po raz pierwszy była emitowana w Japonii od 2 października 2011 do 24 września 2014 w stacji Nippon TV.

## Przegląd serii
| Nazwa | Nazwa            | Odcinki | Premiera serii      | Finał serii      |
| ----- | ---------------- | ------- | ------------------- | ---------------- |
|       | Egzamin na łowcę | 26      | 2 października 2011 | 8 kwietnia 2012  |
|       | Podniebna arena  | 12      | 15 kwietnia 2012    | 8 lipca 2012     |
|       | Trupa fantomu    | 20      | 15 lipca 2012       | 9 grudnia 2012   |
|       | Greed Island     | 17      | 16 grudnia 2012     | 14 kwietnia 2013 |
|       | Mrówki chimerze  | 61      | 21 kwietnia 2013    | 2 lipca 2014     |
|       | Wybory           | 12      | 8 lipca 2014        | 24 września 2014 |

## Lista odcinków

### Egzamin na łowcę (2011)
| №  | Tytuł                                                                                 | Reżyseria                         | Scenariusz        | Premiera             |
| -- | ------------------------------------------------------------------------------------- | --------------------------------- | ----------------- | -------------------- |
| 1  | Odejście x i x przyjaciele Tabidachi to nakama-tachi (タビダチ×ト×ナカマタチ)         | Kazuya Takahashi Kenichi Kawamura | Atsushi Maekawa   | 2 października 2011  |
| 2  | Jedna x z x prób Shiken no shiken (シケン×ノ×シケン)                                  | Yukiyo Teramoto                   | Fumiyo Sakai      | 9 października 2011  |
| 3  | Rywalizacja x o x przetrwanie Raibaru ga sabaibaru (ライバル×ガ×サバイバル)           | Hong Hun-pyo                      | Mitsutaka Hirota  | 16 października 2011 |
| 4  | Nadzieja x i x ambicja Kibō to yabō (キボウ×ト×ヤボウ)                                | Kenichi Takeshita                 | Atsushi Maekawa   | 23 października 2011 |
| 5  | Hisoka x jest x przebiegły Hisoka wa hisoka (ヒソカ×ハ×ヒソカ)                        | Tomoya Tanaka                     | Fumiyo Sakai      | 30 października 2011 |
| 6  | Bardzo x zaskakujące x wyzwanie Igai na kadai (イガイ×ナ×カダイ)                      | Masaki Matsumura                  | Mitsutaka Hirota  | 6 listopada 2011     |
| 7  | Starcie x w x przestworzach Hikōsen no kessen (ヒコウセン×ノ×ケッセン)                | Chie Yamashiro                    | Atsushi Maekawa   | 13 listopada 2011    |
| 8  | Rozwiązanie x to x rządy większości? Kaiketsu wa tasūketsu? (カイケツ×ハ×タスウケツ?) | Yukiyo Teramoto                   | Fumiyo Sakai      | 20 listopada 2011    |
| 9  | Uwaga x na x więźniów Shūjin ni goyōjin (シュウジン×ニ×ゴヨウジン)                    | Woo Seung-wook                    | Atsushi Maekawa   | 27 listopada 2011    |
| 10 | Trik x za x trik Hikkake no kikkake (ヒッカケ×ノ×キッカケ)                            | Tetsuo Yajima                     | Mitsutaka Hirota  | 4 grudnia 2011       |
| 11 | Kłopoty x z x hazardem Gyanburu de toraburu (ギャンブル×デ×トラブル)                  | Kim Min-sun                       | Fumiyo Sakai      | 11 grudnia 2011      |
| 12 | Ostatnia x z x prób Saigo no kakugo (サイゴ×ノ×カクゴ)                                | Tomoya Tanaka                     | Yasushi Hirano    | 18 grudnia 2011      |
| 13 | List x od x Gona Gon yori no tayori (ゴンヨリ×ノ×タヨリ)                              | Hiroyasu Aoki                     | Atsushi Maekawa   | 25 grudnia 2011      |
| 14 | Namierz x swój x cel Tāgetto ni hitto (ターゲット×ニ×ヒット)                          | Chie Yamashiro                    | Atsushi Maekawa   | 8 stycznia 2012      |
| 15 | Podstęp x wymaga x wysiłku Damashiai no toriai (ダマシアイ×ノ×トリアイ)               | Naomi Nakayama                    | Mitsutaka Hirota  | 15 stycznia 2012     |
| 16 | Porażka x i x hańba Haiboku to kutsujoku (ハイボク×ト×クツジョク)                     | Yukiyo Teramoto                   | Shōji Yonemura    | 22 stycznia 2012     |
| 17 | Na x końcu x tunelu Ana de wana (アナ×デ×ワナ)                                        | Woo Seung-wook                    | Shōji Yonemura    | 29 stycznia 2012     |
| 18 | Bardzo x ważna x rozmowa Taisetsu na mensetsu (タイセツ×ナ×メンセツ)                  | Masaki Matsumura                  | Mitsutaka Hirota  | 5 lutego 2012        |
| 19 | Ani wygrana x ani przegrana Katenai ga makenai (カテナイ×ガ×マケナイ)                 | Kim Min-sun                       | Shōji Yonemura    | 12 lutego 2012       |
| 20 | Zaskakujący x obrót x wydarzeń Fukakai na tenkai (フカカイ×ナ×テンカイ)               | Tomoya Tanaka                     | Yasushi Hirano    | 19 lutego 2012       |
| 21 | Problemy x z x bratem Kyōdai no mondai (キョウダイ×ノ×モンダイ)                       | Tetsuo Yajima                     | Atsushi Maekawa   | 4 marca 2012         |
| 22 | Nie x do x przejścia Kiken na banken (キケン×ナ×バンケン)                             | Chie Yamashiro                    | Tsutomu Kamishiro | 11 marca 2012        |
| 23 | To x powinność x strażnika Ban’nin no sekinin (バンニン×ノ×セキニン)                  | Naomi Nakayama                    | Mitsutaka Hirota  | 18 marca 2012        |
| 24 | Rodzina x Zoldycków Zorudikku no kazoku (ゾルディック×ノ×カゾク)                      | Woo Seung-wook                    | Shōji Yonemura    | 25 marca 2012        |
| 25 | Nie widzę x czy x widzisz Mienai to aenai (ミエナイ×ト×アエナイ)                      | Masaki Matsumura                  | Yasushi Hirano    | 1 kwietnia 2012      |
| 26 | Wtedy x i x potem Arekara to sorekara (アレカラ×ト×ソレカラ)                          | Hiroyasu Aoki                     | Atsushi Maekawa   | 8 kwietnia 2012      |

### Podniebna arena (2012)
| №  | Tytuł                                                                                    | Reżyseria        | Scenariusz        | Premiera         |
| -- | ---------------------------------------------------------------------------------------- | ---------------- | ----------------- | ---------------- |
| 27 | Przybycie x do x Areny Tōgijō ni tōjō (トウギジョウ×ニ×トウジョウ)                       | Kim Min-sun      | Tsutomu Kamishiro | 15 kwietnia 2012 |
| 28 | Nen x i x Nen Nen to nen (ネン×ト×ネン)                                                  | Tomoya Tanaka    | Shōji Yonemura    | 22 kwietnia 2012 |
| 29 | Przebudzenie x i x potencjał Kakusei to kanōsei (カクセイ×ト×カノウセイ)                 | Masaharu Tomoda  | Atsushi Maekawa   | 29 kwietnia 2012 |
| 30 | Zaciekłość x i x srogość Gekitō to kattō (ゲキトウ×ト×カットウ)                          | Chie Yamashiro   | Tsutomu Kamishiro | 6 maja 2012      |
| 31 | Przeznaczenie x i x nieustępliwość In’nen to shūnen (インネン×ト×シュウネン)             | Hiroyasu Aoki    | Mitsutaka Hirota  | 13 maja 2012     |
| 32 | Bardzo x zaskakująca x wygrana Dokkiri na shōri (ドッキリ×ナ×ショウリ)                   | Woo Seung-wook   | Shōji Yonemura    | 20 maja 2012     |
| 33 | Całkiem x czcza x pogróżka Keihaku na kyōhaku (ケイハク×ナ×キョウハク)                   | Kim Min-sun      | Yasushi Hirano    | 27 maja 2012     |
| 34 | Potężna x siła x zemsty Jitsuryoku de setsujoku (ジツリョク×デ×セツジョク)               | Tomoya Tanaka    | Tsutomu Kamishiro | 3 czerwca 2012   |
| 35 | Oficjalne x zaliczenie x egzaminu Seikaku na gōkaku (セイカク×ナ×ゴウカク)               | Masaki Matsumura | Mitsutaka Hirota  | 17 czerwca 2012  |
| 36 | Wielki dług x i x lekki cios Ōki na kari to chīsa na keri (オオキナカリ×ト×チイサナケリ) | Masaharu Tomoda  | Shōji Yonemura    | 24 czerwca 2012  |
| 37 | Ging x i x Gon Jin to Gon (ジン×ト×ゴン)                                                 | Chie Yamashiro   | Atsushi Maekawa   | 1 lipca 2012     |
| 38 | Wiadomość x od x taty Oyaji no henji (オヤジ×ノ×ヘンジ)                                  | Hiroyasu Aoki    | Yasushi Hirano    | 8 lipca 2012     |

### Trupa fantomu (2012)
| №  | Tytuł                                                                                                 | Reżyseria        | Scenariusz        | Premiera             |
| -- | --- | ---------------- | ----------------- | -------------------- |
| 39 | Życzenie x i x obietnica Negai to chikai (ネガイ×ト×チカイ)                                           | Woo Seung-wook   | Tsutomu Kamishiro | 15 lipca 2012        |
| 40 | Zjednoczenie x użytkowników x Nenu? Nōryokusha wa kyōryokusha? (ノウリョクシャ×ハ×キョウリョクシャ？) | Tomoya Tanaka    | Tsutomu Kamishiro | 22 lipca 2012        |
| 41 | Zebranie x bohaterów Gōketsu no shūketsu (ゴウケツ×ノ×シュウケツ)                                     | Masaki Matsumura | Mitsutaka Hirota  | 29 lipca 2012        |
| 42 | Chronić x i x atakować Mamoru to semeru (マモル×ト×セメル)                                            | Kim Min-sun      | Shōji Yonemura    | 5 sierpnia 2012      |
| 43 | Straszliwa x tragedia Shōgeki no sangeki (ショウゲキ×ノ×サンゲキ)                                     | Masaharu Tomoda  | Yasushi Hirano    | 12 sierpnia 2012     |
| 44 | Zaczyna x się x bitwa Gekisen no fukusen (ゲキセン×ノ×フクセン)                                       | Chie Yamashiro   | Mitsutaka Hirota  | 19 sierpnia 2012     |
| 45 | Ograniczenie x i x przyrzeczenie Kōsoku no yakusoku (コウソク×ト×ヤクソク)                            | Hiroyasu Aoki    | Shōji Yonemura    | 2 września 2012      |
| 46 | Pogoń x i x czekanie Oumono to matsumono (オウモノ×ト×マツモノ)                                       | Woo Seung-wook   | Yasushi Hirano    | 9 września 2012      |
| 47 | Ograniczenie x i x ograniczenie Seiyaku to seiyaku (セイヤク×ト×セイヤク)                             | Masaki Matsumura | Tsutomu Kamishiro | 16 września 2012     |
| 48 | Prawdziwe x sokole x oko Mekiki no kikime (メキキ×ノ×キキメ)                                          | Aki Hayashi      | Tsutomu Kamishiro | 23 września 2012     |
| 49 | Pościg x i x analiza Tsuiseki de bunseki (ツイセキ×デ×ブンセキ)                                       | Daisuke Yoshida  | Tsutomu Kamishiro | 30 września 2012     |
| 50 | Sprzymierzeniec x i x miecz Nakama to katana (ナカマ×ト×カタナ)                                       | Kazuhiro Yoneda  | Tsutomu Kamishiro | 7 października 2012  |
| 51 | Brutalne x pole x walki Hijō no senjō (ヒジョウ×ノ×センジョウ)                                        | Chie Yamashiro   | Mitsutaka Hirota  | 14 października 2012 |
| 52 | Natarcie x i x konsekwencje Shūgeki to shōgeki (シュウゲキ×ト×ショウゲキ)                             | Woo Seung-wook   | Tsutomu Kamishiro | 21 października 2012 |
| 53 | Oszustwo x i x psychika Feiku de saiku (フェイク×デ×サイク)                                           | Yasuhiro Aoki    | Shōji Yonemura    | 28 października 2012 |
| 54 | Przepowiednie x się x nie x sprawdzają Uranai ga ataranai? (ウラナイ×ガ×アタラナイ?)                  | Masaki Matsumura | Mitsutaka Hirota  | 4 listopada 2012     |
| 55 | Kompani x i x kłamstwa Nakama to ikasama (ナカマ×ト×イカサマ)                                         | Aki Hayashi      | Shōji Yonemura    | 11 listopada 2012    |
| 56 | Najukochańszy x i x najgorszy Saiai to saiaku (サイアイ×ト×サイアク)                                  | Daisuke Yoshida  | Tsutomu Kamishiro | 18 listopada 2012    |
| 57 | Inicjatywa x i x reguła Sente to okite (センテ×ト×オキテ)                                             | Kazuhiro Yoneda  | Shōji Yonemura    | 2 grudnia 2012       |
| 58 | Sygnał x do x odwrotu Hikigiwa no hikigane (ヒキギワ×ノ×ヒキガネ)                                     | Chie Yamashiro   | Tsutomu Kamishiro | 9 grudnia 2012       |

### Greed Island (2012–13)
| №  | Tytuł                                                                                                | Reżyseria        | Scenariusz        | Premiera         |
| -- | --- | ---------------- | ----------------- | ---------------- |
| 59 | Aukcja x i x pośpiech Seri to aseri (セリ×ト×アセリ)                                                 | Won Seung-wook   | Tsutomu Kamishiro | 16 grudnia 2012  |
| 60 | Koniec x i x początek Kimari to hajimari (キマリ×ト×ハジマリ)                                        | Hiroyasu Aoki    | Tsutomu Kamishiro | 23 grudnia 2012  |
| 61 | Zaproszenie x i x przyjaciel Kan’yū to shin’yū (カンユウ×ト×シンユウ)                                | Masaki Matsumura | Shōji Yonemura    | 6 stycznia 2013  |
| 62 | Rzeczywistość? x i x niedoświadczenie Genjitsu? to genseki (ゲンジツ?×ト×ゲンセキ)                   | Aki Hayashi      | Tsutomu Kamishiro | 13 stycznia 2013 |
| 63 | Wymagający x mistrz? Shishō wa hijō? (シショウ×ハ×ヒジョウ?)                                         | Daisuke Yoshida  | Mitsutaka Hirota  | 20 stycznia 2013 |
| 64 | Wzmocnienie x i x zagrożenie Kyōka to kyōkatsu (キョウカ×ト×キョウカツ)                              | Kazuhiro Yoneda  | Tsutomu Kamishiro | 27 stycznia 2013 |
| 65 | Diabelska pięść x i x papier-kamień-nożyce Jaken to janken (ジャケン×ト×ジャンケン)                  | Chie Yamashiro   | Shōji Yonemura    | 3 lutego 2013    |
| 66 | Strategia x i x plan Kōryaku to sakuryaku (コウリャク×ト×サクリャク)                                 | Woo Seung-wook   | Tsutomu Kamishiro | 10 lutego 2013   |
| 67 | 15 x 15 Jū-go to jū-go (15×ト×15)                                                                    | Hiroyasu Aoki    | Tsutomu Kamishiro | 17 lutego 2013   |
| 68 | Piraci x i x przypuszczenia Kaizoku to suisoku (カイゾク×ト×スイソク)                                | Masaki Matsumura | Atsushi Maekawa   | 24 lutego 2013   |
| 69 | Gorący x spektakl Taiketsu de Nekketsu (タイケツ×デ×ネッケツ)                                        | Aki Hayashi      | Shōji Yonemura    | 3 marca 2013     |
| 70 | Waleczność x i x odwaga Konjō to yūjō (コンジョウ×ト×ユウジョウ)                                     | Daisuke Yoshida  | Shōji Yonemura    | 10 marca 2013    |
| 71 | Okazja x i x transakcja Kakehiki to torihiki (カケヒキ×ト×トリヒキ)                                  | Kazuhiro Yoneda  | Shōji Yonemura    | 17 marca 2013    |
| 72 | Pogoń × i × szansa Cheisu de chansu (チェイス×デ×チャンス)                                           | Woo Seung-wook   | Tsutomu Kamishiro | 24 marca 2013    |
| 73 | Szaleństwo x i x rozsądek Kyōki to shōki (キョウキ×ト×ショウキ)                                      | Chie Yamashiro   | Tsutomu Kamishiro | 31 marca 2013    |
| 74 | Zwycięzca x i x przegrany Shōsha to haisha (ショウシャ×ト×ハイシャ)                                  | Masaki Matsumura | Tsutomu Kamishiro | 7 kwietnia 2013  |
| 75 | Przyjaciele Ginga x i x prawdziwi przyjaciele Jin no tomo to shin no tomo (ジンノトモ×ト×シンノトモ) | Hiroyasu Aoki    | Tsutomu Kamishiro | 14 kwietnia 2013 |

### Mrówki chimerze (2013–14)
| №   | Tytuł | Reżyseria                          | Scenariusz        | Premiera             |
| --- | --- | ---------------------------------- | ----------------- | -------------------- |
| 76  | Ponowne spotkanie x i x zrozumienie Saikai to rikai (サイカイ×ト×リカイ)                                            | Daisuke Yoshida                    | Tsutomu Kamishiro | 21 kwietnia 2013     |
| 77  | Niepokój x i x obserwacja Fuan to shutsugen (フアン×ト×シュツゲン)                                                  | Aki Hayashi                        | Tsutomu Kamishiro | 28 kwietnia 2013     |
| 78  | Piekielnie x szybka x reprodukcja Kyūsoku na zōshoku (キュウソク×ナ×ゾウショク)                                     | Junichi Fujise                     | Tsutomu Kamishiro | 5 maja 2013          |
| 79  | Punkt x kontrolny x NGL NG na NGL (NG×ナ×NGL)                                                                       | Woo Seung-wook                     | Tsutomu Kamishiro | 12 maja 2013         |
| 80  | Zło x i x przerażenie Gokuaku to saiaku (ゴクアク×ト×サイアク)                                                      | Migmi                              | Tsutomu Kamishiro | 19 maja 2013         |
| 81  | Czas x rozpocząć x walkę Tatakai no kaishi (タタカイ×ノ×カイシ)                                                     | Hiroyasu Aoki                      | Tsutomu Kamishiro | 26 maja 2013         |
| 82  | Kite x i x losowania Kaito no surotto (カイト×ノ×スロット)                                                          | Masaki Matsumura                   | Shōji Yonemura    | 2 czerwca 2013       |
| 83  | Inspiracja x do x rozwoju Kanka shite shinka (カンカ×シテ×シンカ)                                                   | Daisuke Yoshida                    | Shōji Yonemura    | 9 czerwca 2013       |
| 84  | Przebudzenie x drzemiącej x siły Sadame no mezame (サダメ×ノ×メザメ)                                                | Woo Seung-wook                     | Tsutomu Kamishiro | 16 czerwca 2013      |
| 85  | Światło x i x mrok Hikari to kage (ヒカリ×ト×カゲ)                                                                  | Aki Hayashi                        | Tsutomu Kamishiro | 23 czerwca 2013      |
| 86  | Obietnica x i x ponowne spotkanie Chikai to saikai (チカイ×ト×サイカイ)                                             | Migmi                              | Tsutomu Kamishiro | 30 czerwca 2013      |
| 87  | Pojedynek x i x ucieczka Kettō shite tōsō (ケットウ×シテ×トウソウ)                                                  | Hiroyasu Aoki                      | Shōji Yonemura    | 7 lipca 2013         |
| 88  | Papier-kamień-nożyce x i x słaby punkt Janken to jakuten (ジャンケン×ト×ジャクテン)                                 | Masaki Matsumura                   | Shōji Yonemura    | 14 lipca 2013        |
| 89  | Współczucie x i x siła Yasashisa to tsuyosa (ヤサシサ×ト×ツヨサ)                                                    | Daisuke Yoshida                    | Shōji Yonemura    | 21 lipca 2013        |
| 90  | Odsetki x i x klątwa Risoku to jubaku (リソク×ト×ジュバク)                                                          | Woo Seung-wook                     | Tsutomu Kamishiro | 28 lipca 2013        |
| 91  | Silny x i x słaby Kyōsha to jakusha (キョウシャ×ト×ジャクシャ)                                                      | Aki Hayashi                        | Tsutomu Kamishiro | 4 sierpnia 2013      |
| 92  | Jedno życzenie x i x dwie obietnice Hitotsu no negai to futatsu no chikai (ヒトツノネガイ×ト×フタツノチカイ)        | Yukiyo Teramoto                    | Tsutomu Kamishiro | 11 sierpnia 2013     |
| 93  | Randka x z x Palm Pāmu to dēto (パーム×ト×デート)                                                                   | Migmi                              | Shōji Yonemura    | 18 sierpnia 2013     |
| 94  | Przyjaciel x i x podróż Tomodachi to tabidachi (トモダチ×ト×タビダチ)                                               | Junichi Fujise                     | Shōji Yonemura    | 1 września 2013      |
| 95  | Uraza x i x strach Urami to sugomi (ウラミ×ト×スゴミ)                                                               | Masaki Matsumura                   | Tsutomu Kamishiro | 8 września 2013      |
| 96  | W x ojczyźnie x bezprawia Muhō na hōmu (ムホウ×ナ×ホーム)                                                           | Woo Seung-wook Shinichirō Ushijima | Tsutomu Kamishiro | 15 września 2013     |
| 97  | Masakra x i x spustoszenie Gekitō de gekimetsu (ゲキトウ×デ×ゲキメツ)                                               | Daisuke Yoshida                    | Tsutomu Kamishiro | 22 września 2013     |
| 98  | Infiltracja x i x selekcja Sennyū to senbetsu (センニュウ×ト×センベツ)                                              | Aki Hayashi                        | Shōji Yonemura    | 29 września 2013     |
| 99  | Kombinacja x i x ewolucja Konbinēshon to eboryūshon (コンビネーション×ト×エボリューション)                          | Migmi                              | Shōji Yonemura    | 9 października 2013  |
| 100 | Śledzenie x i x pościg Tsuiseki ni wa tsuigeki (ツイセキ×ニハ×ツイゲキ)                                             | Junichi Fujise                     | Shōji Yonemura    | 16 października 2013 |
| 101 | Ikalgo x i x błyskawica Ikarugo to ikazuchi (イカルゴ×ト×イカズチ)                                                  | Yukiyo Teramoto                    | Shōji Yonemura    | 23 października 2013 |
| 102 | Siła x i x gry Nōryoku to taikyoku (ノウリョク×ト×タイキョク)                                                       | Woo Seung-wook                     | Tsutomu Kamishiro | 30 października 2013 |
| 103 | Szach x i x mat Tsumi to yomi (ツミ×ト×ヨミ)                                                                        | Masaki Matsumura                   | Tsutomu Kamishiro | 6 listopada 2013     |
| 104 | Wątpliwość x i x wahanie Mayoi to tomadoi (マヨイ×ト×トマドイ)                                                      | Daisuke Yoshida                    | Tsutomu Kamishiro | 13 listopada 2013    |
| 105 | Determinacja x i x przebudzenie Kakugo to kakusei (カクゴ×ト×カクセイ)                                              | Aki Hayashi                        | Shōji Yonemura    | 20 listopada 2013    |
| 106 | Knov x i x Morel Novu to Morau (ノヴ×ト×モラウ)                                                                     | Migmi                              | Shōji Yonemura    | 27 listopada 2013    |
| 107 | Powrót x i x odejście Ritān to ritaia (リターン×ト×リタイア)                                                        | Junichi Fujise                     | Shōji Yonemura    | 4 grudnia 2013       |
| 108 | Komugi x i x gungi Komugi no gungi (コムギ×ノ×グンギ)                                                               | Woo Seung-wook                     | Tsutomu Kamishiro | 11 grudnia 2013      |
| 109 | Planowanie x i x działanie Kōshin kaishi de kōdō kaishi (コウシンカイシ×デ×コウドウカイシ)                          | Shinichirō Ushijima                | Tsutomu Kamishiro | 18 grudnia 2013      |
| 110 | Oszołomienie x i x oczekiwanie Konwaku to omowaku (コンワク×ト×オモワク)                                            | Masaki Matsumura                   | Tsutomu Kamishiro | 25 grudnia 2013      |
| 111 | Szturm x i x inwazja Totsunyū shite shinnyū (トツニュウ×シテ×シンニュウ)                                            | Daisuke Yoshida                    | Tsutomu Kamishiro | 8 stycznia 2014      |
| 112 | Potwór x i x potwór Kaibutsu to kaibutsu (カイブツ×ト×カイブツ)                                                     | Aki Hayashi                        | Tsutomu Kamishiro | 15 stycznia 2014     |
| 113 | Owad x z x długiem Mushi dakedo kashi (ムシ × ダケド × カシ)                                                        | Migmi                              | Shōji Yonemura    | 22 stycznia 2014     |
| 114 | Dziel x i x rządź Bundan to gosan (ブンダン×ト×ゴサン)                                                              | Junichi Fujise                     | Shōji Yonemura    | 29 stycznia 2014     |
| 115 | Obowiązek x i x pytanie Gimu to gimon (ギム×ト×ギモン)                                                              | Shinichirō Ushijima                | Tsutomu Kamishiro | 5 lutego 2014        |
| 116 | Zemsta x i x ozdrowienie Fukushū to shūfuku (フクシュウ×ト×シュウフク)                                              | Masaki Matsumura                   | Tsutomu Kamishiro | 12 lutego 2014       |
| 117 | Zniewaga x i x zemsta Bujoku ni wa setsujoku (ブジョク×ニハ×セツジョク)                                             | Woo Seung-wook                     | Shōji Yonemura    | 19 lutego 2014       |
| 118 | Fałszywa x wściekłość Itsuwari no ikari (イツワリ×ノ×イカリ)                                                        | Aki Hayashi                        | Shōji Yonemura    | 26 lutego 2014       |
| 119 | Silny x czy x słaby Tsuyoi ka yowai ka (ツヨ×イカ×ヨワ×イカ)                                                        | Migmi                              | Tsutomu Kamishiro | 5 marca 2014         |
| 120 | Fałszywka x i x oryginał Nisemono to honmono (ニセモノ×ト×ホンモノ)                                                 | Daisuke Yoshida                    | Tsutomu Kamishiro | 12 marca 2014        |
| 121 | Porażka x i x godność Haiboku to menboku (ハイボク×ト×メンボク)                                                     | Junichi Fujise                     | Shōji Yonemura    | 19 marca 2014        |
| 122 | Fasada x i x imię Tatemae to namae (タテマエ×ト×ナマエ)                                                             | Shinichirō Ushijima                | Shōji Yonemura    | 26 marca 2014        |
| 123 | Parecznik x i x wspomnienia Mukade to Omoide (ムカデ×ト×オモイデ)                                                   | Masaki Matsumura                   | Tsutomu Kamishiro | 2 kwietnia 2014      |
| 124 | Załamanie x i x przebudzenie Kekkai to kakusei (ケッカイ×ト×カクセイ)                                               | Woo Seung-wook                     | Shōji Yonemura    | 9 kwietnia 2014      |
| 125 | Wielka moc x i x ostateczna moc Bu no tsuyomi to bu no kiwami (ブノツヨミ×ト×ブノキワミ)                            | Aki Hayashi                        | Shōji Yonemura    | 16 kwietnia 2014     |
| 126 | Zero × i x róża Zero to rōzu (ゼロ×ト×ローズ)                                                                       | Migmi                              | Tsutomu Kamishiro | 23 kwietnia 2014     |
| 127 | Wrogość x i x determinacja Tekii to ketsui (テキイ×ト×ケツイ)                                                       | Junichi Fujise                     | Tsutomu Kamishiro | 30 kwietnia 2014     |
| 128 | Niezrównana radość x i x bezwarunkowa miłość Mujō no yorokobi to mushō no ai (ムジョウノヨロコビ×ト×ムショウノアイ) | Daisuke Yoshida                    | Shōji Yonemura    | 7 maja 2014          |
| 129 | Potężny przeciwnik x i x jasny cel Hyōteki to mokuteki (ヒョウテキ×ト×モクテキ)                                     | Shinichirō Ushijima                | Shōji Yonemura    | 14 maja 2014         |
| 130 | Magia x rozpaczy Mahō de zetsubou (マホウ×デ×ゼツボウ)                                                              | Woo Seung-wook                     | Tsutomu Kamishiro | 21 maja 2014         |
| 131 | Gniew x i x światło Ikari to hikari (イカリ×ト×ヒカリ)                                                              | Masaki Matsumura                   | Tsutomu Kamishiro | 28 maja 2014         |
| 132 | Błysk x i x początek Senkou to hatsudou (センコウ ×ト×ハツドウ)                                                     | Aki Hayashi                        | Shōji Yonemura    | 4 czerwca 2014       |
| 133 | Termin x śmierci Seizon no kigen (セイゾン × ノ × キゲン)                                                           | Migmi                              | Shōji Yonemura    | 11 czerwca 2014      |
| 134 | Tylko x jedno x słowo Hito koto wa sono hito (ヒトコト × ハ × ソノヒト)                                             | Daisuke Yoshida                    | Tsutomu Kamishiro | 18 czerwca 2014      |
| 135 | Ta osoba x i x ta chwila Kono hi to kono shunkan (コノヒ × ト × コノシュンカン)                                     | Junichi Fujise                     | Tsutomu Kamishiro | 25 czerwca 2014      |
| 136 | Powrót do domu x i x prawdziwe imię Kikyō to honmyou (キキョウ × ト × ホンミョウ)                                   | Shinichirō Ushijima                | Shōji Yonemura    | 2 lipca 2014         |

### Wybory (2014)
| №   | Tytuł                                                                         | Reżyseria           | Scenariusz        | Premiera         |
| --- | ----------------------------------------------------------------------------- | ------------------- | ----------------- | ---------------- |
| 137 | Rada x 12 x Zodiaków Jyunishin de giron (ジュウニシン × デ × ギロン)          | Woo Seung-wook      | Shōji Yonemura    | 9 lipca 2014     |
| 138 | Żądanie x i x życzenie Onedari to onegai (オネダリ × ト × オネガイ)           | Masaki Matsumura    | Tsutomu Kamishiro | 16 lipca 2014    |
| 139 | Alluka x i x Nanika Alluka to Nanika (アルカ × ト × ナニカ)                   | Aki Hayashi         | Tsutomu Kamishiro | 23 lipca 2014    |
| 140 | Wspólna walka x i x otwarta walka Sansen to kaisen (サンセン × ト × カイセン) | Migmi               | Shōji Yonemura    | 30 lipca 2014    |
| 141 | Magik x i x lokaj Tejinashi to shitsuji (テジナシ × ト × シツジ)              | Daisuke Yoshida     | Shōji Yonemura    | 6 sierpnia 2014  |
| 142 | Igły x i x dług Hari x to x kari (ハリ × ト × カリ)                           | Junichi Fujise      | Tsutomu Kamishiro | 13 sierpnia 2014 |
| 143 | Grzech x i x paznokieć Tsumi to tsume (ツミ × ト × ツメ)                      | Shinichirō Ushijima | Tsutomu Kamishiro | 20 sierpnia 2014 |
| 144 | Zgoda x i x sojusz Kessai to kassai (ケッサイ × ト × カッサイ)                | Woo Seung-wook      | Shōji Yonemura    | 27 sierpnia 2014 |
| 145 | Porażka x i x ponowne spotkanie Kanpai to saikai (カンパイ × ト × サイカイ)   | Masaki Matsumura    | Tsutomu Kamishiro | 3 września 2014  |
| 146 | Prezes x i x rezygnacja Kaichō to hōshutsu (カイチョウ × ト × ホウシュツ)     | Aki Hayashi         | Tsutomu Kamishiro | 10 września 2014 |
| 147 | Zbawienie x i x przyszłość Sukui to mirai (スクイ × ト × ミライ)              | Migmi               | Tsutomu Kamishiro | 17 września 2014 |
| 148 | Przeszłość x i x przyszłość Koremade to korekara (コレマデ × ト × コレカラ)   | Daisuke Yoshida     | Tsutomu Kamishiro | 24 września 2014 |